# 大明慈悲国

大明慈悲国
大明慈悲國

台南庁の地図
右上が噍吧哖支庁

大明慈悲国（たいみんじひこく、繁: 大明慈悲國）は、1915年から1916年まで台湾に存在していた、短命な軍事政権である。この政権は9か月間存在し、日本統治下の台湾における抗日武装蜂起である西来庵事件の首謀者らによって台湾の独立を目標に樹立された。
大明慈悲国家ともいう。

## 歴史

### 建国前
大明慈悲国の建国前、後に大元帥となる余清芳は同志に対して「大正4年には日本による支配が終了し、旧暦7月には北洋軍が海を渡って来る」と大衆に宣伝し、反日感情を高めた。
また、羅俊は、過去に中国本土を訪れており、台湾に戻ってからは大陸の北洋軍を誇張して「西来庵の勢力が反乱を起こせば袁世凱の北洋政府がこれに参戦し、台湾に来て日本軍を皆殺しにする」と語り、当時日本が膠州湾租借地をめぐってドイツ帝国と敵対していたことから「ドイツ帝国陸軍も日本人を殺害するために協力する」とも語った。
このような「宣伝」の効果もあり、密かな反日感情は急激に台湾全土に広まっていった。

#### 発覚
1915年5月23日、基隆支庁において中国に渡航しようとした蘇東海が逮捕され、尋問の末に余清芳らの独立の企てが発覚した。警察はこの情報をもとに嘉義県竹崎郷で羅俊とその他3名を逮捕した。警察は指導者たる余清芳も逮捕しようと警察官270名を派遣し捜索したが、余清芳らはタパニーの山中に潜伏し、周辺住民にも気脈を通じさせていた事から捜索は困難を極めた。

### 建国と衝突

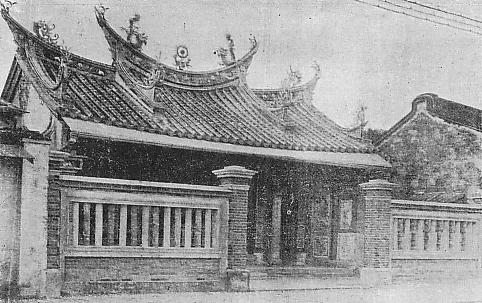
拠点となった台南西来庵は台南市亭仔腳街（現在の青年路121号付近）に所在した。

西来庵事件の主犯である余清芳、羅俊、江定の3人は斎教を隠れ蓑として台南庁の西来庵を拠点に密かに活動し、1915年7月6日に共謀して「大明慈悲国」を建国した。7月14日には電話架設隊と警察官2名がタパニーの山中で江定の率いる勢力と衝突。警察官は射撃し、皇帝であった江麟を射殺した。生存した江定および余清芳、その同志らは再び山中へ逃亡し、その後約300人の兵士を率いて警察の派出所や駐在所を襲撃した。多くは郵便配達員を装って突入したが、中でも南庄派出所は厳重に警備されていたため灯油などで焼き払うなど、いずれも多くの日本人が殺害された。

8月5日から6日間にわたり余清芳と江定は農民を勧誘するなどして約1000人にまで増加した軍を率いてタパニー支庁に向かって進撃を開始した。しかし武器のほとんどが鍬や斧、鎌などの農具であり、兵力も武装も近代的で優れている日本との戦力差は明らかだった。余清芳らの宗教的な手法に影響された同志らは守り札の「五福王爺」を胸に付け、「神が自身を無敵にする」という効果を信じて戦ったものの、警察は堡塁を築いて防戦し、台南守備軍第2連隊の黒田少佐も歩兵2個中隊および山砲1個中隊で応援に駆けつけた。ついに大明慈悲国軍は耐えきれず、300人余りの死者を遺棄して近くの虎頭山に退却し、ふたたび拠点を築いた。

### 滅亡へ
1915年8月22日、王萊莊（現在の楠西区）の人々が余清芳を称える宴を催した。しかし、酒に酔っている間に余清芳は住民に縛り上げられ、日本軍に引き渡された。余清芳は逮捕後に「誤解のために反乱に参加させられた」と強い後悔を示す文章や絶句を書いたが、死刑判決を言い渡され、9月23日に37歳で絞首刑に処された。
余清芳の逮捕後は「副元帥」を自称していた江定が指導者を後任した。西来庵事件が鎮圧されると、指導者の江定らは台湾南部の山中に逃走しゲリラ戦を続けた。1916年4月16日、台湾総督府の「降伏すれば責任を問わない」という説得により江定ら272名は食糧と武器が不足していたこともあって台湾総督府に投降した。結局、約束を一方的に破棄した台湾総督府が5月18日の深夜に大量の警察官を派遣し、投降した272名全員を逮捕した。最後の指導者である江定が逮捕されたことにより、大明慈悲国も実質的に滅亡した。

## 政府

### 皇帝
西来庵で開催された会議で皇帝には江定の息子である江燐が指名された。
しかし江燐は建国宣言直後の7月14日に戦死し、皇帝の座は解散まで空席となった。

### 大元帥

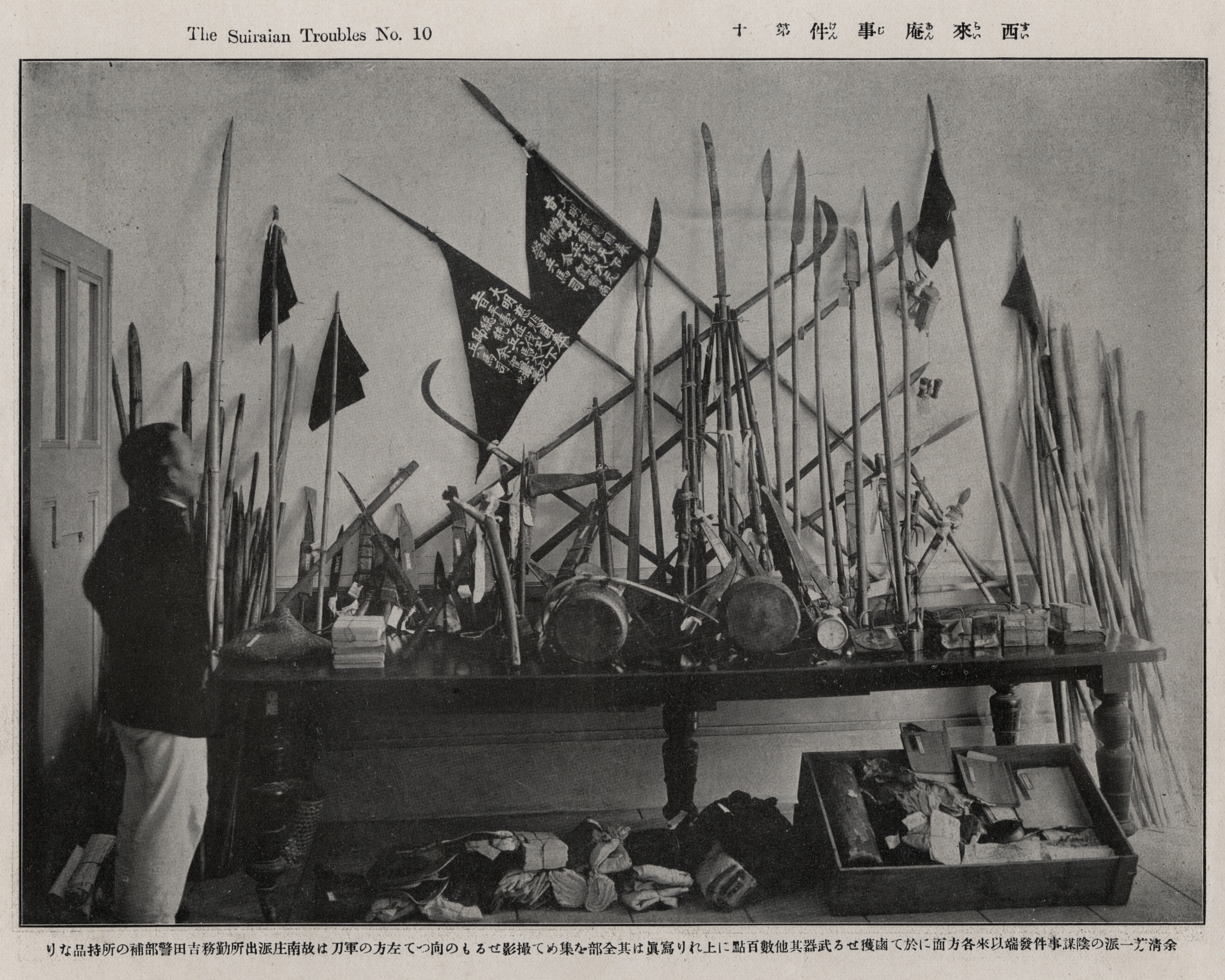
押収された南営兵馬司の令旗では「大明慈悲國奉㫖平臺征伐天下總統兵馬大元帥余」とも記されている。

皇帝と同じく西来庵で開催された会議で大元帥には余清芳が指名された。
余清芳は1915年7月6日に西来庵事件で指名手配されると、「大明慈悲國奉㫖平臺征伐天下大元帥」の称号を自称し示諭を発表した。
この示諭は中華思想に基づいたものであり、日本と世界の中心たる中国の貿易において他国が朝貢する一方で日本の王から隋帝に宛てた国書において対等な貿易を要求したことを根拠に「日本は王法に従わず、中原を軽蔑した」とし、その後の日清戦争を批判した。